# Готская Библия
Го́тская Би́блия — первое литературное произведение на германском (а именно, готском) языке. Сегодня существуют лишь отдельные фрагменты этого перевода. Тем не менее, этот перевод Священного Писания — уникален и ценен.

## Вульфила — миссионер и переводчик
В противоположность традиционному утверждению, основанному на кратких упоминаниях в трудах древних церковных историков, доказано, что перевод Библии на готcкий язык был осуществлен несколькими переводчиками, вероятно работавшими под руководством Ульфилы, известным также под готским именем Вульфила.
По утверждению древних церковных историков, исходящему в основном из косвенных обстоятельств, Библию перевёл именно Ульфила. Согласно историку Филосторгию, Вульфила был потомком пленников, взятых во время набега готов на Каппадокию (ныне — часть восточной Турции). Он родился около 311 года нашей эры, а спустя примерно 30 лет был посвящён в духовный сан Евсевием Никомедийским и обучен миссионерской работе среди готов.
«Он терпеливо перевёл с греческого языка на готский всю Библию, за исключением 3 и 4 книг Царств,— рассказывает историк Уилл Дюрант,— чтобы наставлять новообращённых и приумножать их число» («Эпоха веры», англ.). На сегодняшний день от рукописей Готской Библии уцелел лишь фрагмент книги Неемии и части Нового Завета.
Письменного готского языка не было. Поэтому Вульфила столкнулся при переводе с трудностью, потребовавшей от него исключительной изобретательности. Древние церковные историки приписывают Вульфиле создание готского алфавита, состоящего из 27 знаков и основанного главным образом на греческом и латинском алфавитах. Кроме того, в «Новой британской энциклопедии» (англ.) отмечается, что «он изобрёл в общегерманском языке христианскую терминологию, которая частично всё ещё употребляется».

## Рукописи
Судя по сохранившимся свидетельствам, Библией Вульфилы пользовались и вест-, и остготы, поэтому считается, что она должна была иметь распространение в обширной части Европы — как минимум в Италии и Испании. В VI веке в Равенне трудился знаменитый каллиграф Вилиарих (Вильярит). Дж. Марченд и Э. Штуц также предполагают существование школы писцов в Тулузе, на юго-западе Галлии, входившей в состав Вестготского королевства. После падения королевства интерес к готским рукописям полностью пропал ещё в период раннего средневековья. Рукописи разбирали на листы, текст смывался, а дорогостоящий пергамент использовался для написания актуальных на тот момент сочинений.
Рукописей Готской Библии до нас дошло только 8, все во фрагментарном состоянии, однако одна из них — Серебряный кодекс, относится к числу богатых иллюминированных изданий, выполненных на пурпурном пергаменте. Ниже приводится перечень сохранившихся готских рукописей Нового Завета:
- Серебряный кодекс (лат. Codex Argenteus), выполненный в VI веке в Северной Италии, предположительно для Теодориха Великого в его резиденции в Равенне либо в Брешии. Написан на пурпурном пергаменте золотыми и серебряными чернилами, содержал полный текст Четвероевангелия. Первоначально включал 336 листов, из которых в Верденском аббатстве близ Эссена сохранились 187. Они были вновь обнаружены в середине XVI века. В 1970 году в Шпейерском соборе в 360 км от аббатства был обнаружен последний, 336-й лист рукописи.
- Рукопись из Шейх-Ибада. Двуязычная латино-готская рукопись, предположительно датируемая VI веком. Обнаружена в начале XX века в Египте, в Шейх-Ибада (древний Антинополь). Рукопись плохо сохранилась, содержала фрагменты последних глав Евангелия от Луки (Лк. 23:11-14, Лк. 24:13-17). Фрагмент погиб в начале 1945 года в Гиссене, куда был отправлен на хранение: воды реки Лан затопили подземное хранилище.
- Кодекс из Вольфенбютеля № 4148. Палимпсест, предположительно смытый и записанный новым текстом в Аббатстве Боббио. Обнаружен в 1756 году Францем Книттелем, издан в 1762 году им же. На 4-х листах кодекса содержалось 40 стихов готской версии Послания к Римлянам.
- Амвросиевы кодексы (лат. Codices Ambrosiani), всего 4, обнаруженные в 1817 году в Милане в Библиотеке св. Амвросия кардиналом Маи. Два кодекса содержат фрагменты всех посланий апостола Павла (полностью только 2-е Послание к Коринфянам), третий — фрагменты Евангелия от Матфея (главы 25 — 27), четвёртый — ветхозаветную книгу пророка Неемии (главы 5 — 7).
- Туринский кодекс (лат. Codex Taurinensis). Сохранились фрагменты 4-х, сильно повреждённых листов, принадлежащих той же рукописи, что и один из Амвросиевых кодексов. Обнаружен в 1866 году в составе переплёта другой рукописи. Идентифицируются краткие фрагменты Посланий к Галатам и Колоссянам.

## Восстановление текста Готской Библии
Во второй половине первого тысячелетия нашей эры постепенно прекратили существование готские государства, готы ассимилировались местным и пришлым населением когда-то завоёванных ими территорий, и готские языки вышли из употребления. Из виду пропал и ценнейший Серебряный кодекс. Лишь в середине XVI века его фрагмент был обнаружен в Верденском монастыре, расположенном неподалёку от Кёльна (Германия).
В 1569 году была опубликована молитва «Отче наш» в готском переводе, что привлекло внимание к Готской Библии. Название Кодекс Аргентеус впервые появилось в печати в 1597 году. Из Вердена эта рукопись перешла в императорскую художественную коллекцию, которая находилась в Праге. Однако в 1648 году, когда закончилась Тридцатилетняя война, победители — шведы — захватили рукопись вместе с другими сокровищами. С 1669 года этот кодекс постоянно хранится в библиотеке Упсальского университета в Швеции.
Кодекс Аргентеус первоначально состоял из 336 листов, из которых 187 сейчас находятся в Уппсале. Ещё одна страница — последняя в Евангелии от Марка — была найдена в 1970 году в городе Шпайер (Германия).
Со времени обнаружения кодекса учёные начали исследовать текст рукописи, чтобы понять значения слов мёртвого готского языка. Использовав все доступные рукописи и учтя предыдущие попытки восстановить текст, немецкий учёный Вильгельм Штрейтберг суммировал всю проведённую работу и опубликовал в 1908 году «Die gotische Bibel» («Готская Библия»), расположив параллельно древнегреческий и готский тексты.
Сегодня Готская Библия в основном интересует учёных. Но то, что она была создана и ценилась в то время, когда делались первые переводы Библии, свидетельствует о сильном желании Ульфилы и его решимости перевести Слово Божие на современный тогда язык. 